# Rubén Da Silva
Rubén Fernando Da Silva Echeverrito (né le 11 avril 1968 à Montevideo en Uruguay) est un joueur de football uruguayen reconverti comme entraîneur.

## Titres
| Saison    | Club                      | Titre                      |
| --------- | ------------------------- | -------------------------- |
| 1988      | Danubio                   | Primera División Uruguaya  |
| 1989-1990 | River Plate               | Primera División Argentina |
| 1995      | Rosario Central           | Copa Conmebol              |
| 2000      | Club Nacional de Football | Primera División Uruguaya  |
| 2004      | Danubio                   | Primera División Uruguaya  |

## Trophée
| Saison        | Club            | Trophée                                               |
| ------------- | --------------- | ----------------------------------------------------- |
| 1988          | Danubio         | Primera División Uruguaya, Meilleur buteur : 23 buts  |
| Clausura 1993 | River Plate     | Primera División Argentina, Meilleur buteur : 13 buts |
| Apertura 1997 | Rosario Central | Primera División Argentina, Meilleur buteur : 15 buts |